# أسماء الغول
أسماء عوض جمعة الغول (17 يناير 1982-) هي ناشطة فلسطينية وكاتبة وأديبة وصحافية سياسية في مجال المرأة وحقوق الإنسان. ولدت في مدينة رفح، وهي تكتب في المجال الثقافي بصحيفتي الحياة اللندنية، الأيام الفلسطينية، ومراسلة لمركز «سكايز» التابعة لمؤسسة سمير قصير اللبنانية وموقع المونتير، وكذلك أمينة سر مجلس إدارة المعهد الفلسطيني للاتصال والتنمية، بالإضافة إلى الكتابة في القصة القصيرة، ونشرت لها مجموعتان قصصيتان، وشاركت في العديد من المؤتمرات والنشاطات الحقوقية والثقافية المحلية والإقليمية والدولية.

## الجوائز
- جائزة الصحافة العربية للشباب في دبي 15 مايو 2010[5]
- جائزة هيلمان هامت للكتاّب، المقدمة من مؤسسة هيومن رايتس ووتش 2010

## ترشيحات
- رشحت لجائزة البوبز THE BOBs العالمية لأفضل مدونة عربية ومن ثم وصلت إلى النهائيات والتي تعقدها مؤسسة دوتشة فيلة العالمية، وهي المرة الأولى التي تترشح فيها مدونة من قطاع غزة.